# Biddy Biddy Waterhole
Das Biddy Biddy Waterhole ist ein See im Norden des australischen Bundesstaates Western Australia. 
Der See liegt im Verlauf des Cunninghame River.